# WWEタッグチーム王座
WWEタッグチーム王座（WWE Tag Team Championship）は、アメリカ合衆国のプロレス団体WWEの王座の一つである。SmackDownが管轄する。

## 歴史
2016年の7月に番組がRAWと再び分割されるのに伴いWWEスマックダウン・タッグチーム王座（WWE SmackDown Tag Team Championship）として創設された。以前のWWE世界タッグ王座の復活ではなく新設で、初代王者組は決勝でウーソズを破ったスレイター&ライノ組である。
2022年5月20日、WWEスマックダウン・タッグチーム王者組のウーソズが、WWEロウ・タッグチーム王者組のランディ・オートン&リドル組に勝利し、両王座を統一。統一WWEタッグチーム王座（Undisputed WWE Tag Team Championship）として両王座のベルトが保持されることとなった。
2024年4月6日のレッスルマニアXLにて行なわれたシックスパックラダー形式の統一WWEタッグチーム王座戦で、オースティン・セオリー&グレイソン・ウォーラー組がWWEスマックダウン・タッグチーム王座のみ獲得したことにより、再び単独の王座となった。
2024年4月19日、WWEスマックダウン・タッグチーム王座を引き継ぐ形でWWEタッグチーム王座（WWE Tag Team Championship）となり、ベルトも一新された。なお、同名の王座が2002年から2016年にかけて存在していたが、こちらは現在の世界タッグチーム王座であり、当王座とは系譜が異なる。

## 歴代チャンピオン
| タッグチーム名                             | チャンピオン           | チャンピオン                        | チャンピオン       | 戴冠回数 | 保持日数 | 日付           | 出典  |
| ------------------------------------------ | ---------------------- | ----------------------------------- | ------------------ | -------- | -------- | -------------- | ----- |
| —                                          | ヒース・スレイター     | ライノ                              | —                  | 1        | 83日     | 2016年9月11日  |       |
| ワイアット・ファミリー                     | ランディ・オートン     | ブレイ・ワイアット                  | ルーク・ハーパー   | 1        | 23日     | 2016年12月4日  |       |
| アメリカン・アルファ                       | チャド・ゲイブル       | ジェイソン・ジョーダン              | —                  | 1        | 83日     | 2016年12月27日 |       |
| ウーソズ                                   | ジミー・ウーソ         | ジェイ・ウーソ                      | —                  | 1        | 123日    | 2017年3月21日  |       |
| ザ・ニュー・デイ                           | ビッグ・E              | コフィ・キングストン                | エグゼビア・ウッズ | 1        | 27日     | 2017年7月23日  |       |
| ウーソズ                                   | ジミー・ウーソ         | ジェイ・ウーソ                      | —                  | 2        | 23日     | 2017年8月20日  |       |
| ザ・ニュー・デイ                           | ビッグ・E              | コフィ・キングストン                | エグゼビア・ウッズ | 2        | 25日     | 2017年9月12日  |       |
| ジ・ウーソズ                               | ジミー・ウーソ         | ジェイ・ウーソ                      | —                  | 3        | 182日    | 2017年10月8日  |       |
| ザ・ブラジオン・ブラザーズ                 | ハーパー               | ローワン                            | —                  | 1        | 135日    | 2018年4月8日   |       |
| ザ・ニュー・デイ                           | ビッグ・E              | コフィ・キングストン                | エグゼビア・ウッズ | 3        | 55日     | 2018年8月21日  |       |
| ザ・バー                                   | シェイマス             | セザーロ                            | —                  | 1        | 102日    | 2018年10月16日 |       |
| —                                          | ザ・ミズ               | シェイン・マクマホン                | —                  | 1        | 21日     | 2019年1月27日  |       |
| ジ・ウーソズ                               | ジミー・ウーソ         | ジェイ・ウーソ                      | —                  | 4        | 51日     | 2019年2月17日  |       |
| ハーディーボーイズ                         | ジェフ・ハーディー     | マット・ハーディー                  | —                  | 1        | 20日     | 2019年4月9日   |       |
| —                                          | ダニエル・ブライアン   | ローワン                            | —                  | 1        | 68日     | 2019年5月7日   |       |
| ザ・ニュー・デイ                           | ビッグ・E              | コフィ・キングストン                | エグゼビア・ウッズ | 4        | 62日     | 2019年7月14日  |       |
| ザ・リバイバル                             | スコット・ドーソン     | ダッシュ・ワイルダー                | —                  | 1        | 54日     | 2019年9月15日  |       |
| ザ・ニュー・デイ                           | ビッグ・E              | コフィ・キングストン                | エグゼビア・ウッズ | 5        | 110日    | 2019年11月8日  |       |
| —                                          | ザ・ミズ               | ジョン・モリソン                    | —                  | 1        | 50日     | 2020年2月27日  |       |
| ザ・ニュー・デイ                           | ビッグ・E              | コフィ・キングストン                | エグゼビア・ウッズ | 6        | 92日     | 2020年4月17日  |       |
| —                                          | 中邑真輔               | セザーロ                            | —                  | 1        | 82日     | 2020年7月19日  |       |
| ザ・ニュー・デイ                           | コフィ・キングストン   | エグゼビア・ウッズ                  | —                  | 7        | 3日      | 2020年10月9日  |       |
| ザ・ストリート・プロフィッツ               | アンジェロ・ドーキンス | モンテス・フォード                  | —                  | 1        | 88日     | 2020年10月12日 |       |
| ザ・ダーティ・ドッグス                     | ドルフ・ジグラー       | ロバート・ルード                    | —                  | 1        | 127日    | 2021年1月8日   |       |
| —                                          | レイ・ミステリオ       | ドミニク・ミステリオ                | —                  | 1        | 62日     | 2021年5月16日  |       |
| ジ・ウーソズ                               | ジミー・ウーソ         | ジェイ・ウーソ                      | —                  | 5        | 622日    | 2021年7月18日  |       |
| —                                          | ケビン・オーエンズ     | サミ・ゼイン                        | —                  | 1        | 160日    | 2023年4月2日   |       |
| ジャッジメント・デイ                       | フィン・ベイラー       | ダミアン・プリースト                | —                  | 1        | 35日     | 2023年9月2日   |       |
| —                                          | コーディ・ローデス     | ジェイ・ウーソ                      | —                  | 1        | 9日      | 2023年10月7日  |       |
| ジャッジメント・デイ                       | フィン・ベイラー       | ダミアン・プリースト                | —                  | 2        | 173日    | 2023年10月16日 |       |
| A-タウン・ダウン・アンダー                 | オースティン・セオリー | グレイソン・ウォーラー              | —                  | 1        | 90日     | 2024年4月6日   | [ 1 ] |
| #DIY（英語: DIY (professional wrestling)） | ジョニー・ガルガノ     | トマソ・チャンパ                    | —                  | 1        | 28日     | 2024年7月5日   | [ 2 ] |
| ブラッドライン                             | タマ・トンガ           | ジェイコブ・ファトゥ → タンガ・ロア | —                  | 1        | 84日     | 2024年8月2日   | [ 4 ] |
| モーターシティ・マシンガンズ               | クリス・セイビン       | アレックス・シェリー                | —                  | 1        | 42日     | 2024年10月25日 | [ 5 ] |
| #DIY（英語: DIY (professional wrestling)） | ジョニー・ガルガノ     | トマソ・チャンパ                    | —                  | 2        | 218日    | 2024年12月6日  | [ 6 ] |